# Hardoef
Hardoef (Hebreeuws: הַרְדּוּף) is een kibboets in het landsdeel Galilea in het noorden van Israël, iets ten oosten van Haifa. De kibboets, waarvan de naam letterlijk oleander betekent, naar de planten die in de regio bloeien, vormt een levensgemeenschap die op antroposofische leest geschoeid is. Deze commune werd in 1982 opgericht door Jesaiah Ben-Aharon en andere volgers van Rudolf Steiner en bestaat uit verschillende gemeenschappen met een eigen financiële huishouding en werkwijze. Hiermee behoort Hardoef niet tot de traditionele kibboetsen, waar bijvoorbeeld de maaltijd gezamenlijk genuttigd wordt. Dit laatste is in Hardoef ook niet het geval.
De kibboets bevat onder andere tehuizen voor zwakbegaafden (Beit Elisha), voor kinderen met psychische problemen of die uit een moeilijk gezin komen (Toevia) en kinderen die met emotionele problemen kampen (Hiram). Verder bevindt zich in het belendende bos een tentenkamp onder de naam Sha'ar laAdam, dat ook tot Hardoef behoort. Deze gemeenschap heeft zich toegelegd op het verbeteren en in stand houden van de relatie tussen joden uit de kibboets en Arabieren uit de omringende dorpen. De gehele gemeenschap van Hardoef kent ongeveer 1000 inwoners, waaronder ook vrijwilligers uit verschillende landen.